# 嘉神慎之介
嘉神 慎之介（かがみ しんのすけ）は、SNKの対戦型格闘ゲーム『幕末浪漫 月華の剣士』シリーズに登場する架空の人物。担当声優は粟根まこと。

## キャラクター設定
長身の青年で、地獄門を守る四神の1人、朱雀。散切り頭に白を基調とした洋装という姿で、額の中央にほくろがある。ひらひらとした独特の形の上着は明治後期から昭和初期に流行していたインバネスコートである。
忠義が深く、人間を命懸けで守ってきた。しかし、地獄門の負の力に当てられ、人間の暗黒面のみを一度に見せ付けられたことにより、人間を「利己的で残忍で愚かな存在」と見做し、人間を根絶やしにし、地上の壊滅を目論むようになる。青龍の守護神慨世を殺害し、直衛示源を結界に封印した。プレイヤーに敗北した後は、地獄門に身を投じた（嘉神が地獄門に身を投じる直接の描写はないが、『二幕』のバックストーリーにて語られている）。もともとは真面目な性格であり、地獄門に身を投じた際に玄武の翁も「純粋すぎる心を持ったがゆえに」と嘆いていた。だが、地獄門に身を投げるも何故か死なず、『二幕』で人の行く末を見届けるため地獄門を目指す旅に出る。『二幕』の直衛示源のストーリーでは示源およびその養女である虎徹に対して、彼らを思いやる言葉をかけている。
公式からは何の発表もされていないが性格、行動及び額のほくろのモデルは漫画『幽☆遊☆白書』の仙水忍と見られている。

## ゲーム上の特徴
『一幕』にて、最終ボスとして初登場。しゃがみモーションが存在しないが、下段攻撃・下段ガードを使い分けることが出来る。1度敗れると地獄門の力を吸収して朱雀覚醒し、よりパワーアップした状態で再び闘うことになる。覚醒後は、高い攻撃力に加えて一部の必殺技の性能が段違いに高くなり、ボスキャラクターに相応しい強さを見せる。暁武蔵とは異なり、アーケード版ではプレイヤーは使用不可で、家庭用のみ使用可能。楓と同じくコマンド入力で覚醒することが可能だが、プレイステーション・ネオジオCDなどロード時間が遅い機種では、覚醒前と覚醒後から選択するようになっている。
「覚醒」することによって、以下のような変更が加わる。
- 炎の色が赤から青に変わり、刀も青白い炎に包まれる。
- 常時空中浮遊し、モーションに残像がつく。
- 基本性能および技名の変更・技の追加。

『二幕』では最初から使用可能となって、しゃがみモーションが追加されたが、覚醒は不可能になった上にキャラクター性能も大幅に弱体化した。

## 技の解説（覚醒前）

### 通常技
| 操作         | 立ち                                | しゃがみ                              | ジャンプ                            |
| ------------ | ----------------------------------- | ------------------------------------- | ----------------------------------- |
| 弱斬り       | 焦刀・灼                            | 第一幕：焦刀・灯 第二幕：焦刀・灼     | 第一幕：焦刀・硝煙 第二幕：焦刀・灼 |
| 強斬り       | 焦刀・灼熱                          | 第一幕：焦刀・灯火 第二幕：焦刀・這炎 | 焦刀・硝煙                          |
| 蹴り         | 第一幕：焦刀・烈 第二幕：焦脚・熱波 | 第一幕：焦刀・焼 第二幕：焦脚・熱波   | 焦脚・熱波                          |
| 弾き         | 焦刀・弾刃                          | 焦刀・弾刃                            |                                     |
| ダッシュ攻撃 | 焦刀・灼熱                          | 焦刀・這炎                            |                                     |
| 弾き後攻撃   | 焦刀・熾烈                          | 焦刀・熾烈                            |                                     |
| 打ち上げ斬り | 焦刀・熾烈                          |                                       |                                     |
| 防御不可斬り | 焦拳・流炎                          |                                       |                                     |

### 奥義（必殺技）
焦脚・焚如（しょうきゃく・ふんじょ）
空中で一旦静止してから、足に炎を纏いながら斜め下に急降下する。しゃがみガード不可。ヒット時は相手を燃やし、着地時の隙は必殺技を出すことでキャンセルができる。
不知火（しらぬい）
両手で刀を持って振り上げ、炎を浴びせる。強は前進しながら技を出し、終わり際に若干の隙がある。
焦咆吼（しょうほうこう）
炎を纏って回転しながら上昇する。昇華対応技であり、超奥義の「紅蓮朱雀」につなげることが可能。
焔咆吼（えんほうこう）
コマンド投げ。相手を刀で突き刺した後に燃やして吹き飛ばす。『一幕』では空振りしても隙が非常に小さかったが、『二幕』では隙が増えた。
飛燕翼（ひえんよく）
『二幕』限定の飛び道具。腕を振り上げ、前方へ炎を飛ばす。
劫炎爪（ごうえんそう）
『二幕』限定。炎を纏った腕を振り上げる。動作の隙は大きい。
不知火（しらぬい）
『二幕』限定の技で、『一幕』での同名の技とは全く異なる。「劫炎爪」での攻撃の後に、炎を纏った刀を振り下ろす。「劫炎爪」がヒット、もしくはガードされたときのみこの技に派生できる。
降炎襲（こうえんしゅう）
『一幕』の「焦脚・焚如」に近い技。両手を広げて体で突進していく。『二幕』の嘉神は、この技を活用して相手を奇襲したり攪乱するのが基本。空中にいれば、高度に関係なく出すことができるのが強み。
静かなる鼓動（しずかなるこどう）
『二幕』での技で、地面に手のひらを当てて剣質ゲージを溜める。発動中は画面が大きく揺れる。

### 超奥義（超必殺技）
紅蓮朱雀（ぐれんすざく）
「焦脚・焚如」のモーションで足に炎を纏って空中から斜め下に突進し、着地後は吹き飛んだ相手を追うように燃やしつつ上昇する。「焦咆吼」から昇華でつなげるのが基本。『一幕』では発生や突進スピードが非常に早く、ジャンプ攻撃をキャンセルして出せば連続技となるほか、空中で1度ジャンプ攻撃を出した後でもコマンドを入力すれば技が発動する。
『二幕』では「降炎襲」のモーションで突進するが、性能は弱化した。
覚醒
『一幕(覚醒前)』限定。後述の「覚醒」状態となる。
星火燎原（せいかりょうげん）
『二幕』での超奥義。ガード不能の炎で地面を薙ぎ払う。しかし、技の隙が甚大な上に攻撃判定も見た目ほど大きくはないため、実戦で決めるのは困難。

### 潜在奥義
焚書坑儒（ふんしょこうじゅ）
『一幕(覚醒前)』の潜在奥義。ダッシュのモーションで突進し、ヒット後は火の鳥のような形となった炎を纏いながら上昇する。発生がそこそこ早く、通常技の強攻撃をキャンセルして出せば、連続技に組み込むことができる。技名の由来は、始皇帝の焚書坑儒。
鳳凰天昇（ほうおうてんしょう）
『二幕』での潜在奥義。「紅蓮朱雀」の強化版で、『一幕』における「焚書坑儒」と同様に火の鳥の形をした炎を纏う演出が追加される。技の発生や突進スピードは「（『二幕』での）紅蓮朱雀」よりも早くなっている。

### 乱舞奥義
図南鳳翼（となんほうよく）
『二幕』での乱舞奥義。類型は楓らと同様、スタンダードタイプ。剣質が『極』であれば、打ち上げルートで相手を浮かせた後、「焦咆吼」を当て、さらに昇華して「紅蓮朱雀」に繋げるという強力な連続技を決めることが可能。

## 技の解説（覚醒後）

### 通常技
| 操作         | 立ち         | しゃがみ     | ジャンプ   |
| ------------ | ------------ | ------------ | ---------- |
| 弱斬り       | 亡者の足掻き | 地の裁き     | 空の裁き   |
| 強斬り       | 死者の懺悔   | 地獄の裁き   | 天の裁き   |
| 蹴り         | 偽善への侮蔑 | 偽善への嘲笑 | 焦脚・熱波 |
| 弾き         | 生の終わり   | 死のはじまり |            |
| 弾き後攻撃   | 創世         | 創世         |            |
| 打ち上げ斬り | 創世         |              |            |

### 奥義 （必殺技）
焦脚・降炎（しょうきゃく・こうえん）
炎の色が変わったこと以外は、覚醒前の「焦脚・焚如」と同じ。
地獄の劫火（じごくのごうか）
「不知火」をより強化したもので、強で出した場合は自動的に刀を振り上げて追撃するが、その分隙が増える。
黄泉への翼（よみへのつばさ）
「焦咆吼」をより強化したもの。やはり昇華対応技であり、「負の裁き」につなげることが可能。
愚者の嘆き（ぐしゃのなげき）
「焔咆吼」がさらに強力になったもので、空振りした時の隙がほぼ皆無。
冥府への導き（めいふへのみちびき）
地面から、斜め上へ火柱を噴き出させる。
欺瞞の鏡（ぎまんのかがみ）
飛び道具を跳ね返すバリアを発動する。

### 超奥義（超必殺技）
負の裁き（ふのさばき）
「紅蓮朱雀」よりもヒット数が増える分ダメージも増えるが、技の性能や使い方は「紅蓮朱雀」と変わらない。「紅蓮朱雀」にも言えることだが、相手を飛び越してからこの技を出すと、そのまま相手と離れた方向に突進して着地し、昇りジャンプ攻撃を出してから相手を飛び越し、直後にこの技を入力すると、自動的に相手の方を振り向いて突進していく。
負の洗礼（ふのせんれい）
上空にふわりと浮揚し、ガード不能のレーザービームを手から放射して地上を撫でる。ただし、空中の相手には当たらない。

### 潜在奥義
紺碧の猛禽（こんぺきのもうきん）
「焚書坑儒」での演出がさらに派手になったもので、上昇後に爪で獲物を捕らえようとする猛禽のような形の炎を纏いながら「焦脚・降炎」のモーションで降下するが、技の出が遅く、通常技をキャンセルして連続技に組み込むことができなくなっている。

## 関連人物
- 慨世 - 嘉神によって殺害された青龍の守護神
- 玄武の翁 - 玄武の守護神・剣の師匠
- 直衛示源 - 白虎の守護神・仲間
- 楓 - 慨世亡き後の青龍の守護神
- 御名方守矢 - 慨世殺害の際に太刀を浴びせられ、首筋に傷が残っている
- 暁武蔵 - その無念の思いを嘉神が利用し、現世に蘇らせた